# میلان ووکلیچ
میلان ووکلیچ (انگلیسی: Milan Vukelić؛ ۲ ژانویه ۱۹۳۶ – ۴ سپتامبر ۲۰۱۲) بازیکن فوتبال اهل یوگسلاوی بود.
از باشگاه‌هایی که در آن بازی کرده‌است می‌توان به باشگاه فوتبال وویوودینا و باشگاه فوتبال پارتیزان اشاره کرد.
وی همچنین در تیم ملی فوتبال یوگسلاوی بازی کرده‌است.